# Emerson Moisés Costa
Emerson Moisés Costa (Rio de Janeiro, 12 aprile 1972) è un ex calciatore brasiliano con passaporto portoghese, di ruolo centrocampista.

## Palmarès
- Campionato portoghese: 2

Porto: 1994-1995, 1995-1996